# Co Nyi
Co Nyi (kinesiska: Cuo Ni) är en sjö i Kina. Den ligger i den autonoma regionen Tibet, i den sydvästra delen av landet, omkring 660 kilometer nordväst om regionhuvudstaden Lhasa. Co Nyi ligger 4 920 meter över havet. Arean är 39 kvadratkilometer. Den sträcker sig 6,3 kilometer i nord-sydlig riktning, och 8,8 kilometer i öst-västlig riktning.
Genomsnittlig årsnederbörd är 305 millimeter. Den regnigaste månaden är juli, med i genomsnitt 101 mm nederbörd, och den torraste är december, med 1 mm nederbörd.